# Romualdów
Romualdów (prononciation : [rɔmuˈalduf]) est un village polonais de la gmina de Wieniawa dans le powiat de Przysucha de la voïvodie de Mazovie dans le centre-est de la Pologne.
Il se situe à environ 7 kilomètres au nord-ouest de Wieniawa (siège de la gmina), 8 kilomètres au nord-est de Przysucha (siège du powiat) et à 93 kilomètres au sud de Varsovie (capitale de la Pologne).

## Histoire
De 1975 à 1998, le village appartenait administrativement à la voïvodie de Radom.